# Joey Florez
Jose Luis Florez Betancourt (nascido em 2 de agosto de 1993), também conhecido como Joey Florez, é um acadêmico e crítico cultural americano.

## Fundo
Florez nasceu na cidade de Nova York, Nova York, em 1993. Ele é descendente de espanhóis e colombianos. Florez é parente do ex-político e colunista colombiano Oswaldo Darío Martínez Betancourt.
Florez estudou psicologia aplicada na Florida Tech como graduação e psicologia forense como pós-graduado na NSU Florida. Ele é um membro honorário da Phi Kappa Phi e Psi Chi, e também é um membro profissional de organizações como a Associação Nacional de Justiça Criminal, uma Academia de Ciências da Justiça Criminal e uma Associação Americana de Liberdade Condicional e Liberdade Condicional.
Florez é conhecido por seus comentários em rádios internacionais e americanas, bem como em outros canais de mídia, sobre saúde mental, fenômenos correcionais e cultura popular.

## Livros
- Uma breve introdução à psicologia (2023) ISBN 9798218173616 ,OCLC 1500587852
- A Psicologia do UAP (2024) ISBN 9798218566302 ,OCLC 1499546165
- Psicologia e Correções (2025)

## Links externos
- Site oficial
- X